# Varennes-le-Grand
Varennes-le-Grand är en kommun i departementet Saône-et-Loire i regionen Bourgogne-Franche-Comté i östra Frankrike. Kommunen ligger i kantonen Chalon-sur-Saône-Sud som tillhör arrondissementet Chalon-sur-Saône. År 2022 hade Varennes-le-Grand 2 287 invånare.

## Befolkningsutveckling
Antalet invånare i kommunen Varennes-le-Grand
| Referens: INSEE |